# Ларрей, Доминик Жан
Доминик Жан Ларрей (фр. Dominique-Jean Larrey; 8 июля 1766, Бодеан — 25 июля 1842, Лион) — французский военный хирург, барон Империи (15 августа 1809 года), выдающийся новатор военно-полевой хирургии, которого называют «отцом скорой помощи».

## Биография
Доминик Жан Ларрей родился в маленькой деревне коммуны Бодеан, в буржуазной семье, впоследствии переехавшей вместе с сыном в Бордо. Осиротел в возрасте 13 лет, после чего был взят под опеку своим дядей Алексисом, главным хирургом Тулузы. После 6 лет обучения хирургии Ларрей отправился в Париж, где продолжил обучаться у знаменитого врача Пьера Дезо, главного хирурга Отель-Дьё. Накопив необходимый опыт, он быстро стал известным в столице практикующим врачом-хирургом.
В 1792 году его призвали в ряды армии и отправили на Рейн, где шли тогда большие сражения и войска несли большие потери. Доминик Жан Ларрей был главным хирургом армий Наполеона с 1797 по 1815 год. В этот период им было сделано многое для совершенствования военно-санитарного дела — в частности, Ларрей активно внедрял в армии современные методы военно-полевой хирургии, а также существенно повысил своими нововведениями мобильность и улучшил организацию полевых госпиталей (так, им были введены «летучие лазареты» — ambulances volants — для обеспечения оперативной помощи раненым), развив идеи и усовершенствовав методы Пьера-Франсуа Перси.
Это были лёгкие, хорошо передвигавшиеся двухколёсные повозки, каждая из которых была запряжена двумя лошадьми. На них, следуя за наступающими войсками, можно было быстро добраться до поля боя, собрать раненых (этим занимались специально обученные помощники хирургов) и в полевом госпитале оказать им необходимую помощь. Уже в 1793 году в битве при Лимбурге (Война Первой коалиции) «амбулансы» Ларрея прекрасно себя зарекомендовали; многие солдаты, раненные в этом сражении, были спасены именно благодаря вовремя оказанной медицинской помощи. Вскоре «летучие амбулансы» были организованы во всей французской армии, что заметно снизило безвозвратные потери.
Фактически «амбулансы» Ларрея явились прообразом современной «скорой помощи»; поэтому его называют «отцом скорой помощи». Ввёл практику триажа то есть сортировки раненных в зависимости от тяжести полученных в бою травм. Он работал над улучшением санитарных условий, занимался обеспечением больных продовольствием, а также проводил обучение медицинского персонала.
Оставаясь военным врачом, он одновременно в 1796 году стал профессором Высшей медицинской школы «Валь де Грасс». В 1799 году, в сражении при Абукире, ему пришлось, как отмечали современники, оказать помощь почти двум тысячам раненных, причём много операций (преимущественно ампутаций) были выполнены им на поле битвы под огнём противника.
За свои заслуги Ларрей был награждён степенями орденом Почётного легиона с пятой по третью.: легионер (16 декабря 1803 года), офицер (14 июня 1804 года), командор (12 мая 12 мая 1807 года).
Оказывал необходимую помощь и раненым солдатам противника. В кампанию 1807 года (Война четвёртой коалиции) он лечил попавшего в плен прусского офицера Франца Бернхарда Иоахима Блюхера (сын Гебхарда Блюхера). Ларрей описывал случай, когда во время похода на Россию, при вступлении в город Витебск, было обнаружено 350 русских, брошенных в одиночестве и грязи, не могущих передвигаться: все они были собраны, одеты, переведены в больницу, где получили помощь такую же, как и французы.
В 1812 году во время Бородинского сражения он провёл 200 ампутаций, в среднем потратив на каждую 7,2 минуты про что вспоминал: «Раны, полученные в этом сражении, были тяжёлые, так как почти все они были причинены артиллерийским огнём, раны от ружейных пуль были получены в упор и на очень близком расстоянии. К тому же, как мы неоднократно замечали, русские пули были гораздо крупнее наших. Большая часть артиллерийских ран требовала ампутации одного или двух членов».
Во время битвы при Ватерлоо мужество Ларрея, лично участвовавшего в помощи раненым под огнём, было замечено герцогом Веллингтоном, который в один из моментов боя приказал своим солдатам прекратить огонь в его сторону, дав Ларрею возможность собрать раненых. Ларрей был взят в плен войсками Пруссии и первоначально приговорён к смертной казни, однако был помилован и отправлен под конвоем во Францию.
В 1812 году вышли первые три тома его 4‑томного труд «Мемуары о военной хирургии и военных кампаниях» (фр. Mémoires de chirurgie militaire et campagnes), в котором Ларрей обобщил свой опыт по оказанию хирургической помощи раненым в боевых действиях. В 1829—1832 годах издаётся его «Клиника хирургии» (в 4 томах). В России извлечения из трудов Ларрея печатались в «Военно-медицинском журнале» в 1829—1833 годах.
Ларрей был не только выдающимся военно-полевым хирургом: занимался он и гражданской, клинической хирургией. Он описал диафрагмальную грыжу, выходящую в средостение через грудино-рёберный треугольник (грыжа Ларрея), и этот треугольник, представляющий собой треугольную щель между грудинной и левой рёберной частями диафрагмы (треугольник или щель Ларрея).
В 1828 году Парижская медицинская академия обсуждала предложение английского хирурга Генри Хикмена об использовании для наркоза закиси азота, Ларрей был единственным, кто поддержал Хикмена и даже предложил себя для проведения эксперимента.
Остаток жизни Доминик Жан Ларрей посвятил написанию научных работ и карьере гражданского медика. Доктор медицины (1803), член Национальной академии медицины (1820) и Парижской академии наук (1829).
Умер 25 июля 1842 года в Лионе, в возрасте 76 лет. Похоронен на кладбище Пер-Лашез в Париже. В 1992 году его останки перезахоронены в Доме инвалидов. В качестве эпитафии на надгробном памятнике помещены слова Наполеона: «Ларрею, самому добродетельному человеку из всех, кого я знал».

## Память
- Музей военно-полевой хирургии в коммуне Бодеан, размещённый в его доме[15].
- Его именем названа улица в 5-м округе Парижа.
- Фигурирует в романе Льва Толстого  «Война и мир»
- «Ватерлоо» (Италия, СССР, 1970) — актёр Ян Янакиев